# Київ (хор)
Муніципальний камерний хор «Київ» — провідний хоровий колектив України.
Заснований у грудні 1990 року Миколою Гобдичем. Артисти хору — професійні співаки, випускники консерваторій та музичних закладів України. У програмах хору — національна та зарубіжна музика середньовіччя, ренесансу, бароко, класицизму, романтизму та сучасності.

## Репертуар хору
Українське середньовіччя (XII—XVII ст.): Давньоукраїнські церковні монодії.
Українське бароко (XVII — поч. XVIII ст.): Микола Дилецький (1650?—1723), Симеон Пекалицький (сер. XVII ст.), Іван Домарацький (поч. XVIII ст.), Герман Левицький (поч. XVIII ст.).
Український класицизм (XVIII — сер. XIX ст.): Максим Березовський (1745—1777), Дмитро Бортнянський (1751—1825), Степан Дегтяревський (Дегтярьов) (1766—1813), Артем Ведель (1767—1808).
Український романтизм (сер. XIX — поч. XX ст.): Михайло Вербицький (1815—1870), Микола Лисенко (1842—1912), Яків Яциневич (1869—1945), Олександр Кошиць (1875—1944), Микола Леонтович (1877—1921), Кирило Стеценко (1882—1922).
Українська сучасна музика (друга пол. XX ст.): Борис Лятошинський (1894—1968), Андрій Гнатишин (1906—1995), Валентин Сильвестров (н. 1937), Мирослав Скорик (н. 1938), Леся Дичко (н. 1939), Євген Станкович (н. 1942), Юрій Алжнєв (н. 1949), Віктор Степурко (н. 1952), Михайло Шух (н. 1952), Олександр Яковчук (н. 1952), Володимир Зубицький (н. 1953), Ганна Гаврилець (1958—2022), Володимир Рунчак (н. 1960).
Українські народні пісні: Історичні пісні, стрілецькі пісні, пісні УПА (Української повстанської армії), колядки та щедрівки, купальські пісні, веснянки, ліричні та жартівливі пісні.
Музика зарубіжних композиторів (XVI—XXI ст.): Мотети, мадригали, літургії, меси, магніфікати, духовні ораторії: А. Лотті, Н. Йомеллі, К. Монтеверді, А. Вівальді, Д. Россіні; Й. Бах, В. Моцарт, Р. Шуман, А. Брукнер, Ю. Голле, Ф. Швенк, С. Багватті; В. Берд, Т. Морлі, Дж. Тавенер; М. Равель, Ф. Пуленк, К. Дебюссі, А. Онеґґер; К. Пендерецький, Р. Твардовський; О. Архангельський, П. Чайковський, С. Рахманінов, П. Чесноков, О. Гречанінов, К. Шведов, Г. Свиридов.

## Участь у фестивалях
Хор брав участь у багатьох фестивалях: I-й авангард-фестиваль (Мюнхен, Німеччина, 1993), фестиваль класичної музики (Руан, Франція, 1994), фестивалі старовинної музики (Криклад, Кентерберї, Англія, 1995), фестиваль Копенгаген — культурна столиця Європи'96 (Данія, 1996), 32-й фестиваль Wratislavia Cantans'97 (Вроцлав, Польща, 1997), Дні культури України у Франції (Париж, 1999), Великодній фестиваль, (Йонсбруг, Австрія, 2000), Екуменічного богослужіння з папою Іваном Павлом II, (Римський Колізей, Італія, 2000), Дні культури України у Польщі (Сопот, 2000), хоровий фестиваль «Золотоверхий Київ» (Україна, 1997—2000), Експо-2000 (Ганновер, Німеччина, 2000), конференція Святий апостол Лука євангеліст (Падуя, Італія, 2000), Дні культури України у Німеччині (Бонн, Берлін, 2000).
Співав у престижних залах світу: Карнегі-хол (Нью-Йорк, США), Washington National Cathedral, Concert Hall of George Mason University; концертному залі ВВС St. John's Smith Square (Лондон, Велика Британія); Нотр-Дам'ах та Катедральних Соборах в містах Руен, Реймс, Amiens, Страсбург, Chartres, Нансі, Le Havre, Ліль, Dieppe, Metz; Залі П'єра Кардена та Костелі святого Роха (Париж, Франція); у філармоніях Утрехта, Роттердама, Амстердама (Концертгебау), Берліна, Мінська, Києва; Berliner Dom; Long Gallery Kilkenny; концертному залі Tivoli, Marmorkirke та Domkirke (Копенгаген, Данія); оперних театрах Мінська, Києва; концертному залі Росія (Москва, Росія).
Рецензії на виступи хору публікували: The New York Times, The Washington Post, The Glasgow News, Normandie, Nouvelles d'Alsace, Der Tages Spiegel Berlin, Munchener Merkur, Kristeligt Dagblad, Голос України.
Здійснено концертні записи та трансляції на Radio-3 BBC на Англію та World BBC, радіо Баварії, Бремена, Берліна, Кьольна, Нормандське радіо, Польське радіо, Данське радіо з концертного залу Tivoli на Швецію, Фінляндію, Данію, Національне радіо України.

## Нагороди
Здобутки хору відзначені такими нагородами:
- Золотим дипломом на І конкурсі хорів ім. Р.Шумана, Цвікау (Німеччина, 1992)
- Першою премією на XII конкурсі Міжнародного фестивалю духовної музики «Гайнівка» (Гайнівка, Польща, 1993)
- Гран Прі на VI Міжнародному хоровому конкурсі, Слайґо (Ірландія, 1993)
- Другою премією на 49 Міжнародному хоровому конкурсі, Лланголен (Валія, 1994)
- Гран Прі серед лауреатів попередніх років на XX конкурсі Міжнародного фестивалю духовної музики «Гайнівка» (Гайнівка, Польща, 1996, 2001)